# Ion Marinescu
Ion Marinescu (n. 22 noiembrie 1930, Craiova – d. 20 septembrie 1998, București) a fost un actor român și producător de filme.

## Biografie
Ion Marinescu s-a născut la Craiova. A urmat în orașul natal Școala primară de băieți „Petrache Trișcu” și Conservatorul „Cornetti”, sub îndrumarea actorului Costel Rădulescu.
Ca actor și-a făcut debutul la Teatrul Național din Craiova ca Prezentatorul din piesa "Școala femeilor" de Molière. A jucat la teatrele din Ploiești (1951-1952), Reșita (1952-1953), Craiova (1953-1956), Oradea (1957), la Teatrul Mic, Teatrul „B. Ștefănescu Delavrancea” și Teatrul Național „Ion Luca Caragiale”, toate trei din București.
Debutul in cinematografe a fost în anul 1967, în rolul Caius, din filmul "Gioconda fără surîs". 

### Viață privată
A fost căsătorit de două ori, cu actrița Oana Diamandi și apoi cu Anda Caropol (1981-1998). Nu a avut copii cu niciuna dintre ele.

## Distincții
- Medalia Muncii (18 noiembrie 1955) „cu prilejul sărbătoririi centenarului Teatrului Național din Craiova”[2]
- Ordinul Meritul Cultural clasa a IV-a (6 noiembrie 1967) „pentru merite deosebite în domeniul artei dramatice”[3]

## Filmografie
- Gioconda fără surîs (1968) - Caius
- Ofițerul recrutor (1969) - sergentul Kite
- Săgeata căpitanului Ion (1972) - vistiernicul Flor
- Aventurile lui Babușcă (1973)
- Tatăl risipitor (1974)
- Agentul straniu (1974)
- Evadarea (1975) - partizanul ceh Janek
- Douăsprezece ore înainte de amurg (1976)
- Războiul Independenței (1977) - comandant turc
- Pentru patrie (1978) - Mehmet Pașa
- Revanșa (1978) - prefectul Radu Mironovici
- Vlad Țepeș (1979) - Mahmud Pașa
- Clipa (1979)
- Drumul oaselor (1980) - căpitanul Baroncea
- Capcana mercenarilor (1981)
- Iancu Jianu zapciul (1981)
- Detașamentul „Concordia” (1981)
- Trandafirul galben (1982) - dr. Ghiulamila
- Cucerirea Angliei (1982)
- Misterele Bucureștilor (1983)
- Un petic de cer (1984)
- Moara lui Călifar (1984)
- Cireșarii (1984) - Petrăchescu
- François Villon – Poetul vagabond (1987)
- Coroana de foc (1990) - hangiul din Târgul Nuca
- Începutul adevărului (Oglinda) (1994)
- Craii de Curtea Veche (1996)